# Nachtlicht
Nachtlicht is het derde album van de Nederlandse zangeres Eefje de Visser. Op dit album hebben de folkinvloeden uit de eerdere platen plaatsgemaakt voor elektronica. Het album kwam op 16 januari 2016 op 8 binnen in de Nederlandse Album Top 100.

## Nummers
Alle teksten en muziek zijn geschreven door Eefje de Visser.
| Nr. | Titel   | Duur |
| --- | ------- | ---- |
| 1.  | Scheef  | 4:54 |
| 2.  | Mee     | 3:44 |
| 3.  | Naartoe | 3:38 |
| 4.  | Stof    | 4:28 |
| 5.  | Wakker  | 4:50 |
| 6.  | Jong    | 5:10 |
| 7.  | Staan   | 3:38 |
| 8.  | Luister | 3:35 |
| 9.  | Wacht   | 4:05 |
| 10. | Wel     | 4:14 |

Het album werd ook uitgegeven op LP, maar met een aangepaste tracklist.
A: Scheef, Mee, Staan, Stof, Wakker
B: Wacht, Wel, Luister, Naartoe, Jong